# Pinelema bifida
Espèce
Synonymes
- Telema bifida Lin & Li, 2010

Pinelema bifida est une espèce d'araignées aranéomorphes de la famille des Telemidae.

## Distribution
Cette espèce est endémique du Guangxi en Chine,. Elle se rencontre dans la grotte Qiaoxu dans le xian autonome yao de Dahua.

## Description
Le mâle holotype mesure 1,18 mm et la femelle paratype 1,22 mm.

## Systématique et taxinomie
Cette espèce a été décrite sous le protonyme Telema bifida par Lin et Li en 2010. Elle est placée dans le genre Pinelema par Zhao, Li et Zhang en 2020.

## Publication originale
- Lin & Li, 2010 : Long-legged cave spiders (Araneae, Telemidae) from Yunnan-Guizhou plateau, southwestern China. Zootaxa, no 2445, p. 1-34.